# الشون
الشون، قرية تابعة للوحدة المحلية لقرية العجوزين، التابعة لمركز دسوق التابع لمحافظة كفر الشيخ في جمهورية مصر العربية.

## تاريخ
تقع الشون مقابل قرية العجوزين، والأخيرة بدورها كانت تسمى بقليس قديماً، ووردت في قوانين الدواووين لابن مماتي باسم العروستين متضمنة معها الشون المقابلة لها، فقد قال بن مماتي:
والبحر الفاصل بينهما هي ترعة المنايفة الفاصلة بين الشون والعجوزين.
وفي عام 1228 هـ - 1813، فصلت العروستين عن بعضهما، وسُمّي الجانب الغربي من الترعة باسم العجوزين، أما الجهة الشرقية سميت باسم الشون.

## السكان
حسب إحصاءات عام 2006، بلغ عدد سكان الشون 3,487 نسمة، منهم 1,720 ذكر و1,767 أنثى.

## توابع القرية
لها 5 توابع من عزب وكفور ونجوع:
- مفتاح
- عبود
- العرب
- الطوانسة
- مريكب